# 日系パラグアイ人
日系パラグアイ人（にっけいパラグアイじん、スペイン語: Japonés Paraguayo）とは日本人の血を引いたパラグアイ人である。パラグアイ初の日本人移住者は、1912年にパラグアイに渡り、プエルト・カサードのタンニン工場に勤務した佐幸田兼蔵である。

## 歴史
日本人が最初に大規模な移住を行ったラテンアメリカの国家はブラジルであった。しかし、ブラジル政府は1930年代に日本人移民を禁止することを決定し、日本の土地会社はアスンシオン南東部にパラグアイに招待されたブラジルからの日本人入植者による農業入植地を建設した。それに続いて多くの日本人移住者が隣国のボリビアから入国した。
第二次世界大戦が勃発すると、多くの日系パラグアイ人はドイツ系パラグアイ人とイタリア系パラグアイ人と共に「否定的な描写で」非難された。それでも第二次世界大戦が終わるまでの間には多くの日本人が難民として定住した。
終戦後、1950年代には幾つかの新しい入植地がエンカルナシオン近郊に建設された。1953年に日芭拓殖組合は日本人がパラグアイ南部のフェデリコチャベス、ラパス、フジに移住するのを援助した。また日本海外移住振興会社は1959年からイタプア市に農業移住地を開拓した。これらの移住地は地元の農業発展に大きな成功を収めたことから、1959年にパラグアイ政府と日本政府は移民協定を結び、1959年から1989年までの間に85,000人の農夫を日本からパラグアイに移民することで合意した。しかし、日本経済が1960年代に回復したため、その30年間にパラグアイに移民したのは7000人にすぎなかった。1959年に締結された日本の国策による移民協定は、1989年に効力が無期限延長に改定され、85,000人の日本人が受け入れ可能となっている。
チリに移住した日本人でもそうであったが、一般的な外国からの移住者は都市生活を選択しがちな中で、日系パラグアイ人は農業入植地にとどまり続け、1980年代の時点では8,000人の日系パラグアイ人が地方の入植地に定住していた。日系パラグアイ人の定住者で都市部に居住している者の数は2,321人と少なめである。
長きに渡る日系パラグアイ人の居住にもかかわらず、日系パラグアイ人の人種間結婚は強く偏っている。そのような中で、一部の日系パラグアイ人はスペイン系のパラグアイ人と結婚している。
一世移民の出身地は岩手県が最も多く、他の中南米移民の中で多数を占める沖縄県出身者の割合が極めて小さいのが特徴であるといえる。
2011年3月11日の東日本大震災後に日系パラグアイ人農家を中心に「100万丁豆腐プロジェクト」として100万丁分の原料の大豆、製造加工費を日本へ支援した。また東日本大震災に伴う福島第一原子力発電所事故を理由にパラグアイに移住する日本人が増えている。
2016年9月10日、パラグアイで日本人移住80周年式典が開かれ、日本からは眞子内親王が出席した。
2018年12月3日、安倍晋三が日本の総理大臣として初めてパラグアイ（とウルグアイ）を訪問し、マリオ・アブド・ベニテス大統領と会談、日本が医療機器を供与することなどで合意し、インフラ協力に関する文書の署名式に出席した。その後、現地の日系パラグアイ人と懇談をおこない、安倍晋三総理大臣は「日本とパラグアイは地理的な距離は遠く離れているが、心は近くに感じることができる。日本は常に皆さんと共にあることを忘れないでほしい」と呼びかけた。これについてMBS、BSN、TBSは「両国（パラグアイとウルグアイ）とも日本からの移民の多い国で、このうち、ウルグアイのバスケス大統領との会談では、牛肉の相互輸出を解禁することなどを確認しました」と報じた。

## 言語
1960年代後半から現在に至るまで、日系パラグアイ人はスペイン語、日本語、グアラニー語の3か国語を話す。初期の定住者は学科をすべて日本語で教える並行教育システム（入植者たちは結果的に日本語教室の補修にこれは限定された）を整備した。本格的な入植が戦後になってからということもあり、一世や一・五世などネイティブな日本語を話す世代も多いのが他のラテンアメリカの国々に住む日系人と比較した際の特徴といえる。

## 宗教
大多数の日系パラグアイ人はカトリック教徒であり、残りは仏教徒と神道である。

## 著名な日系パラグアイ人
- 岡林洋一 - 元プロ野球選手。イグアス市育ち。ただし、日本移住後に日本に帰化しているため、現在は日本人である。
- 松岡ジョナタン - プロサッカー選手。母方が日系パラグアイ人。
- ミチオ高倉 - 日本語新聞日系ジャーナル紙の編集長。